# Dolní Houžovec
Dolní Houžovec (německy Seibersdorf) je malá vesnice, část okresního města Ústí nad Orlicí. Nachází se asi 5,5 kilometru východně od Ústí nad Orlicí. Dolní Houžovec se poprvé připomíná v listině v roce 1292, byl poddanskou vsí lanšperského a později lanškrounského panství. Dolní Houžovec je také název katastrálního území o rozloze 4,48 km².

## Historie
První písemná zmínka o vesnici pochází z roku 1292.

## Pamětihodnosti
Kaple Sedmibolestné Panny Marie je větší kamenná kaple, která v roce 1904 nahradila původní dřevěnou kapli, jež musela být pro svůj špatný stav stržena. V roce 1921 byly do kaple pořízeny dva nové zvony. V období po roce 1945 kaple stále více chátrala. K rozsáhlé renovaci došlo v devadesátých letech 20. století za finanční pomoci bývalých německých obyvatel Houžovce.

## Galerie

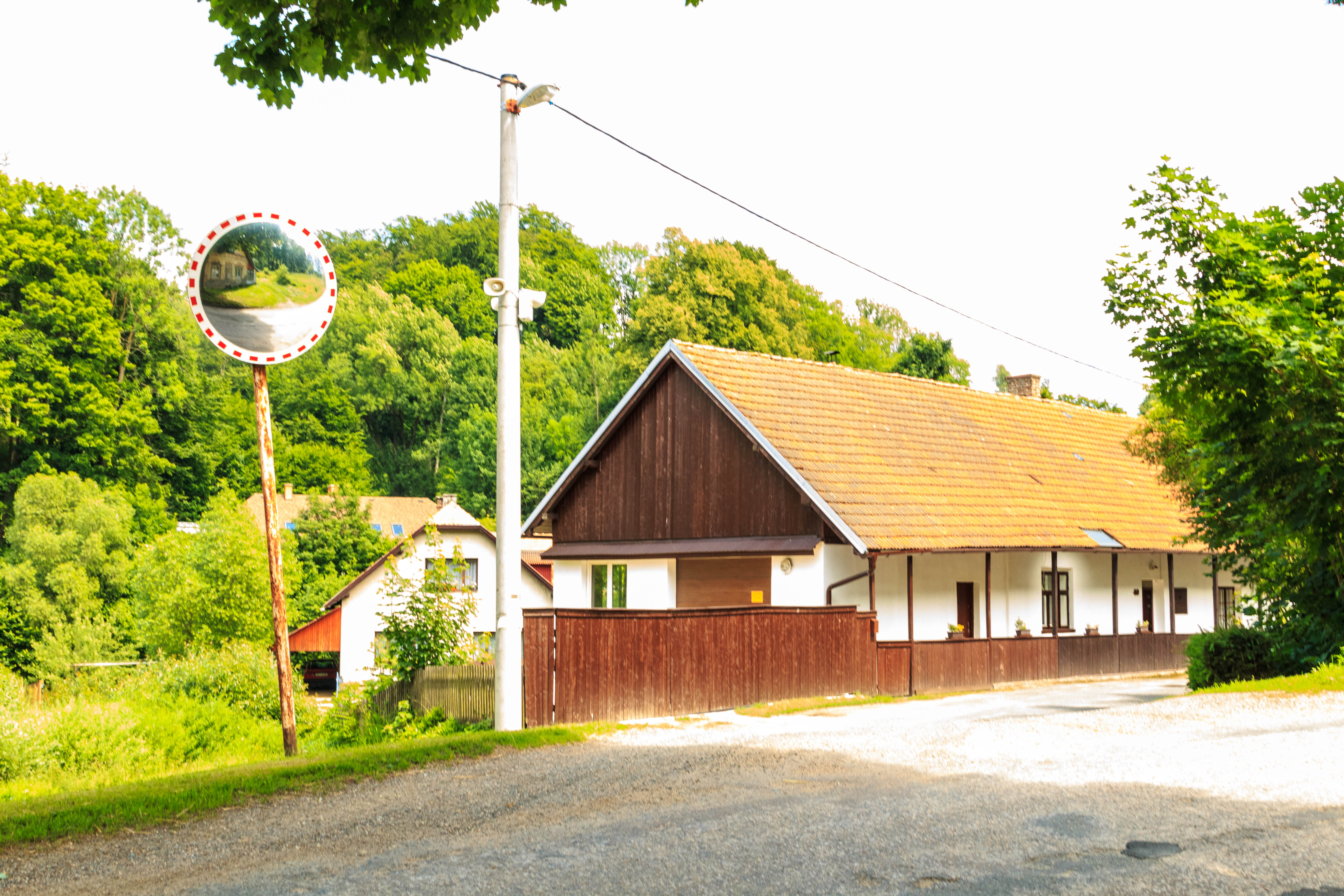
Dům čp. 23
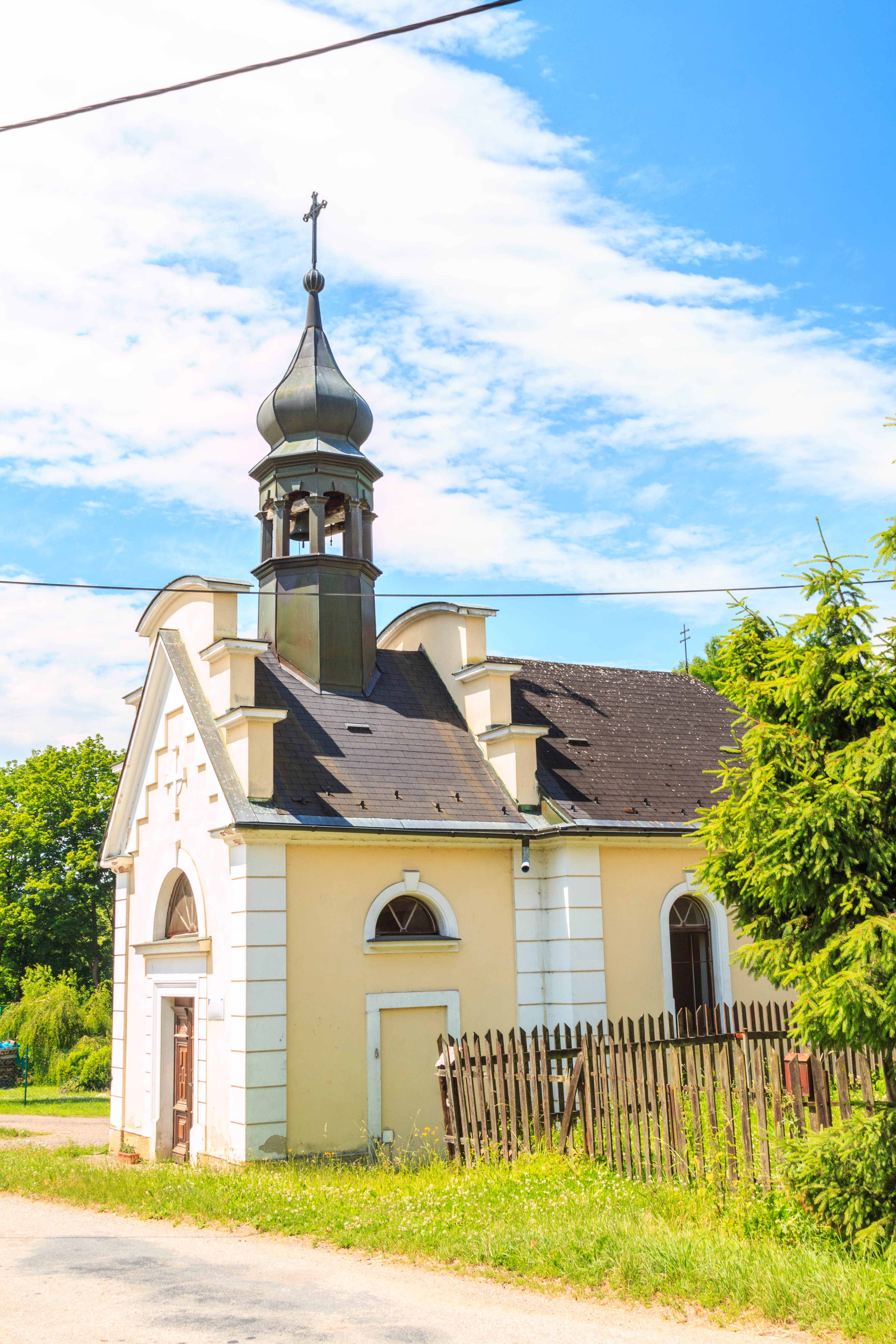
Kaple
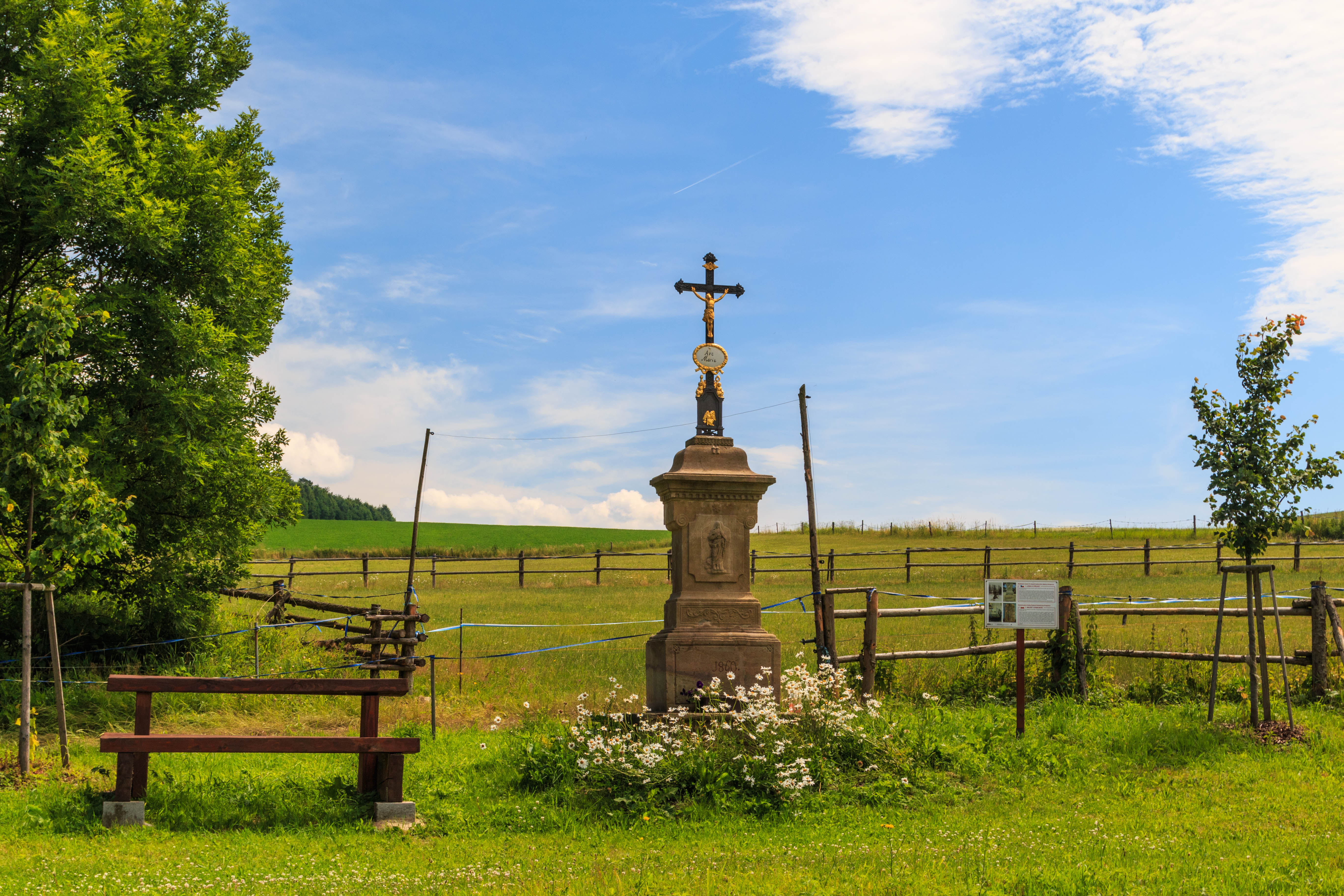
Křížek
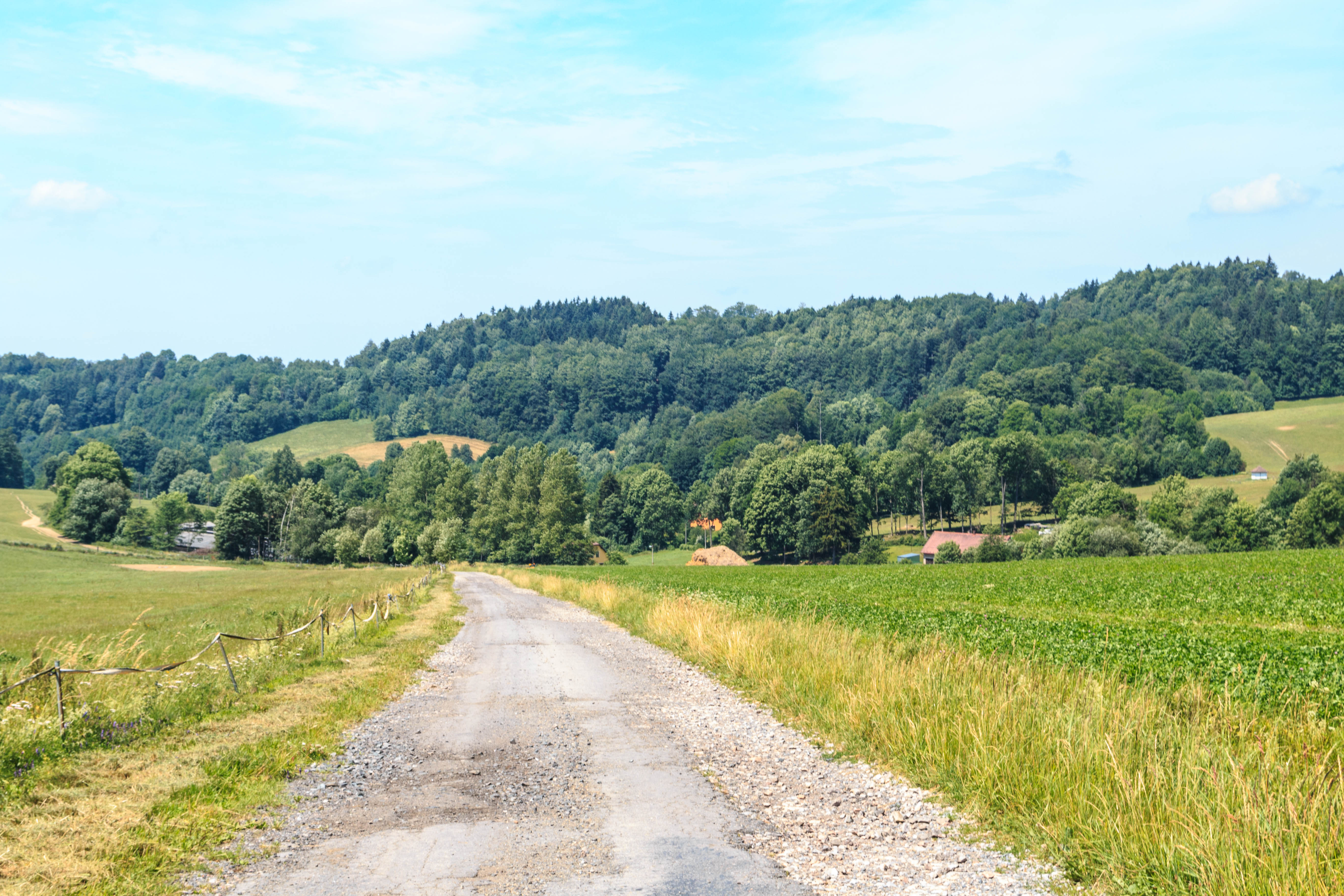
Dolní Houžovec